# Erysimum javalambrense
Erysimum javalambrense là một loài thực vật có hoa trong họ Cải. Loài này được Mateo, M.B.Crespo & López Udias mô tả khoa học đầu tiên năm 1998.